# Roman Prokoph
Roman Prokoph (Berlijn, 6 augustus 1985) is een Duits voormalig voetballer die doorgaans speelde als spits. Tussen 2004 en 2023 was hij actief voor Union Berlin, Ludwigsfelder FC, FC St. Pauli, FC St. Pauli II, VfL Bochum II, VfL Bochum, Kapfenberger SV, Unterhaching, Sportfreunde Lotte, VfL Osnabrück, Hannover 96 II, 1. FC Köln II, Fortuna Köln en Wuppertaler SV.

## Clubcarrière
Prokoph werd geboren in Berlijn en verkaste op tienjarige leeftijd naar de jeugdopleiding van Union Berlin. Daar brak hij na negen jaar jeugd door in het eerste elftal, waar hij tot meer dan dertig duels wist te komen. Hij speelde vervolgens een half jaartje voor Ludwigsfelder FC, maar door zijn goede prestaties daar werd hij al snel opgepikt door FC St. Pauli. De cultclub uit Hamburg liet hem vooral spelen bij de beloften, waar hij de ware sterspeler was. Dat kunstje herhaalde hij bij VfL Bochum, waar hij bij de beloften zelfs tot aanvoerder werd benoemd. Na drie jaar in Bochum vertrok de aanvaller naar Kapfenberger SV.
Na omzwervingen via SpVgg Unterhaching en Sportfreunde Lotte streek Prokoph in de zomer van 2013 neer bij VfL Osnabrück. Na Osnabrück speelde hij voor de belofteteams van Hannover 96 en 1. FC Köln. Prokoph tekende in de zomer van 2019 transfervrij voor twee jaar bij Fortuna Köln. Na het aflopen van dit contract werd de aanvaller gecontracteerd door Wuppertaler SV. Aan het einde van het seizoen 2022/23 besloot Prokoph op zevenendertigjarige leeftijd een punt te zetten achter zijn actieve loopbaan.